# قواعد لعبة كرة السلة
ومعدات الرابطة الوطنية لكرة السلة، تنظم قواعدها الخاصة. بالإضافة إلى  اللجنة الفنية  الدولي.
غالبًا ما تتباين المقاييس والحدود الزمالمتعلقة بقواعد كرة السلة التي سيتم تناولها في هذا الجزء بين المسابقات والاتحادات المخ، غير أنه سيتم الاعتماد على القواعد الدولية وقواعد دوري الرابطة الوطنية لكرة السلة الأمريكية (NBA) في هذا الجزء.
يتمثل هدف مباراة كرة السلة النهائي في أن يتفوق أحد الفريقين المتنافسين على الفريق الآخر من حيث عدد النقاط التي يحرزها وذلك من خلال رمي الكرة داخل سلة هذا المنافس من أعلى مع العمل على منع هذا المنافس من أن يقوم هو الآخر بذلك. ويطلق على محاولة إحراز النقاط بهذه الطريقة اسم التسديد. هذا تحتسب التسديدة الناجحة بنقطتين أو ثلاث نقاط (الرميات الثلاثية) إذا تم تنفيذها من خارج قوس الثلاث نقاط والذي يبعد عن السلة بمقدار 6.25 مترا (20 قدما و 6 بوصات) في المباريات الدولية و 23 قدما و 9 بوصات (7.24 مترا) في مباريات دوري الرابطة الوطنية لكرة السلة الأمريكية ( NBA).

## قواعد اللعب
تُقسم مباراة كرة السلة إلى أربعة أرباع (أشواط) مدة كل ربع 10 دقائق (على صعيد المباريات الدولية) أو 12 دقيقة (على صعيد مباريات دوري الرابطة الوطنية لكرة السلة الأمريكية - NBA).أما فيما يتعلق بمباريات الكليات، فتُقسم المبارة إلى نصفين (شوطين) مدة كل نصف 20 دقيقة في حين يتم تقسيم معظم مباريات المدارس الثانوية إلى أربعة أرباع مدة كل ربع ثماني دقائق. ويتم السماح بخمس عشرة دقيقة للاستراحة في منتصف المباراة، في حين يتم السماح بدقيقتين راحة بعد انتهاء كل ربع «شوط» من الأرباع الأخرى. وتستمر مدة كل فترة من فترات الوقت الإضافي (وقت إضافي)، الذي يُحتسب بعد انتهاء الوقت الأصلي للمباراة بالتعادل، لخمس دقائق. ويتبادل الفريقان سلتيهما مع بدء النصف الثاني للمباراة. إن الوقت المحتسب في اللعب هو وقت اللعب الفعلي؛ حيث يتم إيقاف ساعة المباراة عند توقف اللعب. لذلك، فإن مباريات كرة السلة تستغرق بصفة عامة وقتًا أطول بكثير من الوقت المحدد لها، وعادة ما تستمر لنحو ساعتين
يتألف كل فريق على أرض الملعب من خمسة لاعبين في وقت واحد (من أصل اثني عشر لاعبًا مسجلين في قائمة كل منهما). هذا ولا تكون عمليات تبديل (substitution [الإنجليزية]) اللاعبين مقتصرةً على عدد معين من اللاعبين، ولكن يمكن إجراؤها فقط عندما يكون اللعب متوقفًا. ويكون لكل فريق مدرب يشرف على تطوير أداء اللاعبين ووضع الاستراتيجيات والخطط التي يلعب بها الفريق، إلى جانب عدد آخر من العاملين في الفريق مثل المدرب المساعد ومدير الفريق والإحصائي والطبيب ومدرب اللياقة البدنية.
ترتدي كل من فرق رجال وسيدات كرة السلة زيًا موحدًا يتألف من شورت وجرسي مطبوع عليه من الأمام والخلف على حد سواء رقم واضح للعيان وليس له مثيل لكل لاعب أو لاعبة داخل الفريق الواحد. ويرتدي اللاعبون أحذية رياضية خفيفة (high-top) توفر مزيدًا من الدعم وقوة التحمل للكاحل.وعادة ما يتم طباعة أسماء الفرق وأسماء اللاعبين بل وأسماء الرعاة، في البطولات التي تُنظم خارج أمريكا الشمالية، على ملابس اللاعبين.
يُسمح بعدد محدود من الأوقات المستقطعة، وهي عبارة عن طلب المدربين إيقاف الساعة ومن ثم إيقاف اللعب للاجتماع لفترة قصيرة بلاعبيهم لمناقشة خطط اللعب. وبصفة عامة، لا تزيد مدة الوقت المستقطع عن دقيقة واحدة فقط، ما لم يستلزم الأمر فاصلاً إعلانيًا بالنسبة للمباريات المذاعة تليفزيونيًا.
يتحكم في سير المباراة إداريون مسؤولون عن تنظيمها ويتألفون من حكم المباراة (يطلق عليه اسم «رئيس الطاقم» في مباريات كرة السلة للرجال في دوري الكليات الأمريكية وفي دوري الرابطة الوطنية لكرة السلة الأمريكية "NBA") وحكم واحد أو حكمين (يُطلق عليهم «حكام» في مباريات كرة السلة للرجال في دوري الكليات الأمريكية ودوري الرابطة الوطنية لكرة السلة الأمريكية) فضلاً عن حكام الطاولة.
وبالنسبة لدوري الكليات ودوري الرابطة الوطنية لكرة السلة الأمريكية والعديد من دوريات المدارس الثانوية الأمريكية، يصل إجمالي عدد الحكام داخل الملعب إلى ثلاثة حكام.أما حكام الطاولة فهم مسؤولون عن تتبع النقاط التي يحرزها كل فريق وضبط وقت المباراة وتسجيل الأخطاء (fouls) الفردية للاعبين والأخطاء الجماعية للفريق والإشراف على تبديل اللاعبين إلى جانب تحديد دور كل فريق في سهم الاستحواذ (possession arrow) على الكرة والإشراف أيضًا على ساعة التوقيت (shot clock) (الساعة التي تحدد الوقت الذي يتعين على الفريق التسديد خلاله).

## الأدوات

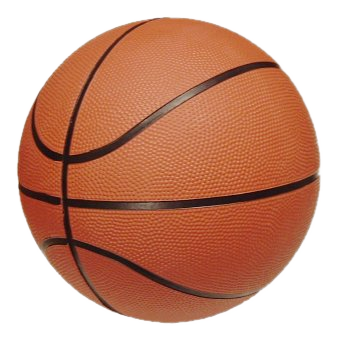
كرة سلة تقليدية ذات تصميم ثماني الأجزاء (كرة)

تنطوي أدوات لعبة كرة السلة الأساسية على كرة سلة وملعب فقط. والملعب عبارة عن مسطح من الأرض مستوي ومستطيل الشكل توجد عند كل من طرفيه المتقابلين سلة معلقة. بيد أنه عند ممارسة هذه اللعبة على مستوى المنافسات والمسابقات، فإن الأمر يتطلب استخدام مزيد من الأدوات مثل الساعات وبطاقات التسجيل (التي تُسجل عليها أهداف المباراة) ولوحة (لوحات) تقييد الإصابات المحرزة في المباراة وأسهم تناوب الدور في الاستحواذ على الكرة وأجهزة إيقاف الساعة التي تعمل بالصافرة.

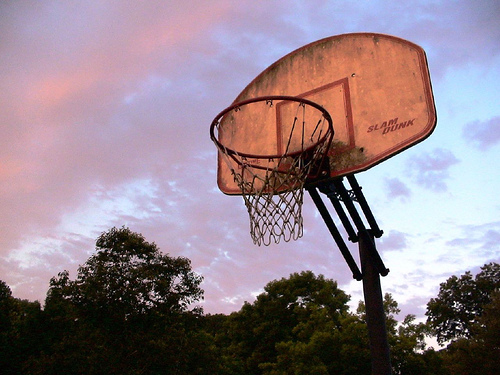
شبكة كرة سلة يتم ممارستها خارج الصالات

تكون مساحة ملعب كرة السلة المطابق للوائح والمواصفات في المباريات الدولية 28 × 15 مترًا (أي حوالي 92 × 49 قدمًا) و94 × 50 قدمًا (أي حوالي 29 × 15 مترًا) في دوري الرابطة الوطنية لكرة السلة الأمريكية (NBA). وتكون معظم ملاعب كرة السلة مصنوعة من الخشب.كما تكون هناك سلة مصنوعة من الصلب تتدلى منها شبكة وهذه السلة مثبتة في لوحة الهدف الخلفية ومعلقة عند جانبي الملعب. وعلى جميع مستويات المسابقات تقريبًا، يكون ارتفاع الحافة العلوية (الإطار المعدني للحلقة التي منها تتعلق الشبكة) عن سطح الملعب 10 أقدام (3.05 مترًا) بالضبط و 4 أقدام (1.2مترًا) من داخل الخط القاعدي. وعلى الرغم من أن الاختلاف يكون ممكنًا في أبعاد الملعب ولوحة الهدف الخلفية، فإنه من الأهمية بمكان أن يكون ارتفاع السلة صحيحًا ومطابقًا للوائح لأن ارتفاع حافة السلة بقليل من البوصات عن الارتفاع القانوني المحدد لها يمكن أن يؤثر سلبًا على عملية التسديد.
هناك أيضًا قواعد بشأن الحجم الذي ينبغي أن تكون عليه كرة السلة. فإذا كانت المباراة المقامة للسيدات، فحينئذ يكون محيط حجم كرة السلة المرخص بها 28.5 بوصة (الكرة فئة حجم 6) ووزنها 20 آونسًا.وبالنسبة للرجال، يكون محيط حجم كرة السلة المرخص بها 29.5 بوصة (الكرة فئة حجم 7) ووزنها 22 آونسًا.

## مخالفات
يمكن التقدم بالكرة تجاه سلة المنافس عن طريق تسديدها أو تمريرها بين اللاعبين الزملاء أو رميها أو ضربها أو دحرجتها أو المراوغة بها (مع ضرورة تنطيطها أثناء الجري بها).
يجب أن تظل الكرة داخل الملعب، حيث يخسر آخر فريق لمس الكرة قبل خروجها خارج حدود الملعب استحواذه على الكرة لصالح الفريق الآخر. لا يجوز لممسك الكرة أن يتحرك خطوتين اثنتين دون تنطيط الكرة، وتعرف هذه المخالفة بالمشي بالكرة (traveling)، كما لا يجوز له تنطيط الكرة على أرضية الملعب باستخدام كلتا يديه أو الإمساك بالكرة أثناء تنطيطها؛ فبذلك يرتكب مخالفة تُعرف بالتنطيط المزدوج (double dribbling ‏) للكرة.لا يتعين أن تكون يد اللاعب تحت الكرة أثناء تنطيطها؛ فقيامه بذلك يجعله يرتكب مخالفة حمل الكرة (carrying the ball ‏).وما إن يستحوذ أحد الفريقين على الكرة في النصف الأمامي من الملعب، فلا يجوز له إرجاعها إلى المنطقة الخلفية الخاصة به (نصف ملعبه).كما لا يجوز ركل الكرة أو ضربها بقبضة اليد. إن مخالفة هذه القواعد كلها تؤدي إلى خسارة الاستحواذ على الكرة أو إعادة تشغيل ساعة التوقيت (shot clock) من جديد إذا تم ارتكابها من قبل لاعب الدفاع.
هناك حدود مفروضة على الوقت المستغرق قبل تحريك الفريق للكرة من نصف ملعبه إلى نصف ملعب الفريق الآخر بعد نجاحه في الحصول عليها (إذ يتعين القيام بذلك في غضون 8 ثوان في المباريات الدولية ومباريات دوري الرابطة الوطنية لكرة السلة الأمريكية "NBA"؛ وفي غضون 10 ثوان في دوري الرابطة الوطنية للألعاب الرياضية لطلاب الكليات ودوري المدارس الثانوية الأمريكية. كما يتعين على اللاعب تسديد الكرة في سلة الخصم في غضون فترة زمنية محددة (24 ثانية في دوري الرابطة الوطنية لكرة السلة الأمريكية و30 ثانية في دوري كرة السلة للسيدات الخاص بالرابطة المحلية للألعاب الرياضية لطلاب الكليات الأمريكية ودوري كرة السلة الخاص بالاتحاد الرياضي للجامعات الكندية (Canadian Interuniversity Sport) لكلا الجنسين، و35 ثانية في مباريات دوري كرة السلة للرجال الخاص بالرابطة الوطنية للطلبة الرياضيين في الكليات). ولا يجوز للاعب الاحتفاظ بالكرة في نصف الملعب الأمامي الذي يقع فيه الهدف لمدة (5 ثواني) أثناء مقاومة لاعب دفاع الفريق الآخر له بشدة. كما لا يُسمح للاعب بالبقاء في منطقة الخصم المحرمة (المنطقة المظللة أو منطقة ثقب المفتاح (key) «المنطقة الواقعة تحت لوحة الهدف الخلفية والتي يشبه شكلها ثقب المفتاح») لمدة (3 ثوان).الجدير بالذكر أنه قد تم وضع هذه القواعد لتعزيز الناحية الهجومية بشكل أكبر في لعبة كرة السلة.
لا يجوز لأي لاعب اعتراض «السلة» أو اعتراض الكرة وهي في طريقها للدخول في السلة، أو إذا كانت على حافة السلة (أو إذا كانت فوق السلة مباشرة وفقًا لما ينص عليه قانون الرابطة الوطنية لكرة السلة الأمريكية)؛ لأن ذلك سيؤدي إلى ارتكاب مخالفة تُعرف باسم الإعاقة غير القانونية لتسجيل هدف. فإذا كان لاعب الدفاع هو من أعاق تسجيل الهدف، فإنه يتم احتساب التسديدة المُحاوَلة تسديدة ناجحة.أما إذا أعاق زميل المُسدِّد نفسه تسجيل الهدف، فإنه يتم إلغاء الهدف واستمرار اللعب مع منح الفريق المدافع حق الاستحواذ على الكرة.

## أخطاء

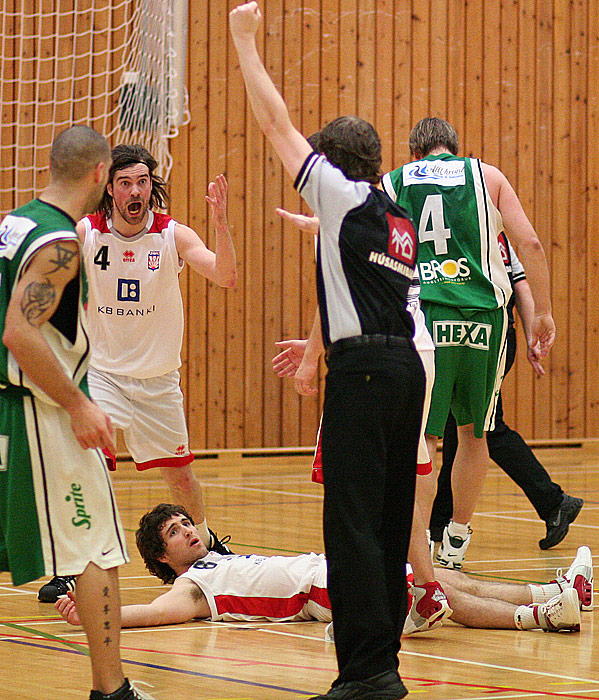
تدل إشارات الحكم على ارتكاب خطأ.

إن القيام بأية محاولة من شأنها إعاقة المنافس بشكل مخالف عن طريق الاحتكاك البدني به يعد أمرًا غير قانوني ويُطلق عليه خطأ.وفي أغلب الأحيان، يرتكب المدافعون هذه الأخطاء؛ بيد أن هذا لا يمنع ارتكابها من قبل لاعبين مهاجمين أيضا.ويحصل اللاعب الذي يتم ارتكاب خطأ ضده على الكرة ليقوم بتمريرها مرة أخرى داخل الملعب أو يحصل على رمية حرة (free throw) واحدة أو أكثر إذا تم ارتكاب الخطأ ضده وهو في حالة تسديد، اعتمادًا على ما إذا كانت التسديدة ناجحة من عدمه.وتُمنح نقطة واحدة فقط في حال إحراز الرمية الحرة، والتي يتم تسديدها من على خط يبعد 15 قدمًا (4.5 مترًا) عن السلة.
وقد يعتمد الحكم على الناحية التقديرية في احتساب الأخطاء (على سبيل المثال، من خلال الحكم على ما إذا كانت هناك مخالفة للقواعد أم لا)، وفي بعض الأحيان تكون الأخطاء مادة للجدل.يشار إلى أن آلية الحكم على الأخطاء ويحاسبها عليها وتتفاوت ما بين مباراة وأخرى، وبين مسابقات الدوري، بل وبين الحكام أنفسهم.
من الممكن أن يحتسب ضد اللاعب أو المدرب، الذي يُظهر سوءًا في الروح الرياضية، من خلال قيامه، مثلاً، بالاعتراض على الحكم أو التشاجر مع لاعب آخر، خطأ أكثر خطورة يعرف باسم الخطأ الفني (technique fote).وتشمل عقوبة هذا الخطأ تنفيذ رميات حرة (تختلف عن رميات الخطأ الشخصي، حيث يمكن للفريق الآخر اختيار أي من لاعبيه لتسديد هذه الرميات)، وتختلف عقوبة هذا الخطأ من دوري إلى آخر.ومن الممكن أن يؤدي تكرار الأخطاء إلى التعرض لعقوبة الاستبعاد (disqualification) من المباراة.يطلق على الأخطاء الصارخة التي يكون فيها الاحتكاك البدني مفرطًا أو التي لا يقصد فيها اللاعب اللعب بالكرة أخطاء لا تمت للروح الرياضية بصلة (أو الأخطاء المتعمدة كما يطلق عليها في دوري الرابطة الوطنية لكرة السلة الأمريكية "NBA") وعادة ما يتعرض مرتكب مثل هذه الأخطاء لعقوبة الطرد.
إذا تخطى أي من الفريقين حدًا معينًا من الأخطاء في غضون فترة زمنية معينة (الربع أو النصف في المبارة) أربعة أخطاء في دوري الرابطة الوطنية لكرة السلة الأمريكية والمباريات الدولية، يُمنح الفريق المنافس رمية حرة أو رميتين حرتين عن كل الأخطاء اللاحقة التي يتم ارتكابها خلال هذه الفترة الزمنية، ويعتمد عدد هذه الأخطاء على طبيعة الدوري الذي تقام فيه المباريات. وفي مباريات كرة السلة لكليات الولايات المتحدة، إذا زادت أخطاء أحد الفريقين عن 7 أخطاء في أي من نصفي (شوطي) المباراة، يُمنح اللاعب الذي ارتُكٍب خطأ ضده رمية حرة واحدة حسب هذه القاعدة. فإذا نجحت هذه الرمية فإنه يتلوها برمية حرة أخرى يؤديها نفس اللاعب، وإذا أخفقت الرمية الحرة الأولى فإن المباراة تستمر. أما إذا تجاوز الفريق 10 أخطاء في أي من نصفي المباراة، ُيمنح الفريق المنافس رميتين حرتين لكل خطأ لاحق يتم ارتكابه في هذا النصف. أما اللاعب الذي يرتكب خمسة أخطاء في أي من المباريات الدولية (تتضمن أخطاء فنية) أو يرتكب ستة أخطاء (لا تتضمن أخطاء فنية) في أي من مباريات دوري الرابطة الوطنية لكرة السلة الأمريكية، فإنه يتم استبعاده من المباراة ولا يُسمح له باستكمالها، ويُقال إنه «قد ارتكب عدد الأخطاء المحدد لإخراجه من الملعب».
بعد ارتكاب الفريق لعدد معين من الأخطاء، يقال إنه «قيد التعرض لعقوبة».وعادة ما يتم توضيح ذلك على لوحات تسجيل الأهداف المحرزة في المباراة من خلال مؤشر مضيء يشير إلى «الرميات الحرة الإضافية التي ُتمنح للاعب تم ارتكاب خطأ ضده عندما يتجاوز الفريق المنافس عدد الأخطاء الجماعية المسموح بها أثناء فترة اللعب» أو «العقوبات»، مع وجود سهم مضيء متجه نحو أحد الفريقين يشير إلى أن هذا الفريق سيحصل على رميات حرة عند ارتكاب أي خطأ ضده من قبل الفريق المنافس.(تشير بعض لوحات التسجيل أيضًا إلى عدد الأخطاء التي تم ارتكابها.)
هذا ويزيد عدد الرميات الحرة التي يتم منحها لفريق ما مع زيادة عدد الأخطاء المرتكبة.ففي بادئ الأمر، يتم منح رمية حرة واحدة، ولكن بعد ارتكاب عدد معين من الأخطاء الإضافية، ربما يتم منح الفريق المنافس (أ) رمية واحدة مع فرصة تسديده لرمية ثانية إذا نجح في تسديد الرمية الأولى، أو (ب) رميتين اثنتين. إذا لم ينجح أحد الفريقين في إحراز الرمية الأولى من رميتين حرتين (يتم تنفيذ الثانية فقط في حالة النجاح في تسديد الأولى)، فإنه يحق للفريق المنافس محاولة استعادة حيازة الكرة ومواصلة اللعب.أما إذا لم ينجح أحدهما في تسديد الرمية الأولى من رميتين حرتين منح إياهما على إثر ارتكاب خطأ ما ضد أحد لاعبيه، فيتعين على الفريق المنافس الانتظار لحين الانتهاء من تسديد الرمية الثانية قبل محاولة استعادة حيازة الكرة ومواصلة اللعب.
إذا تم ارتكاب خطأ ضد لاعب ما أثناء محاولته تسديد الكرة في السلة ولم تُفلح هذه التسديدة، يتم منح هذا اللاعب عددًا من الرميات الحرة مساوِ لقيمة هذه التسديدة التي كان يحاول إحرازها.
فإذا تم ارتكاب خطأ ضد لاعب يحاول إحراز تسديدة عادية بنقطتين، فإنه يحصل على رميتين.
على الجانب الآخر، إذا تم ارتكاب الخطأ أثناء محاولة إحراز تسديدة بثلاث نقاط، فحينئذ يحصل اللاعب على ثلاث رميات.
إذا تم ارتكاب خطأ ضد لاعب أثناء محاولته تصويب تسديدة ما ونجح في إحراز تسديدته هذه، فإنه عادة ما يتم منح هذا اللاعب رمية حرة إضافية بنقطة واحدة.
وبمقارنتها بأي من الرميات العادية التي يتم تنفيذها في المباراة، يمكن تسمية هذه اللعبة «لعبة الثلاث نقاط» نظرًا لأن التسديدة التي تم إحرازها وقت ارتكاب الخطأ تعادل (نقطتين) إضافة إلى الرمية الحرة الإضافية تعادل (نقطة واحدة).
تجدر الإشارة إلى أن هناك أيضًا لعبة الأربع نقاط، وذلك على الرغم من ندرة حدوثها.
وهناك بعض الأخطاء بين اللاعب والكرة ثم اللاعب واللاعب